# 西克利夫 (加利福尼亞州)
西克利夫（英語：Seacliff）是位於美國加利福尼亞州聖塔克魯茲縣的一個人口普查指定地區。

## 地理
西克利夫的座標為36°58′36″N 121°55′06″W / 36.97667°N 121.91833°W，而該地最高點為海拔高度44米（即144英尺）。

## 人口
根據2010年美國人口普查的數據，西克利夫的面積為1.987平方千米，當中陸地面積為1.985平方千米，而水域面積為0.002平方千米。當地共有人口3267人，而人口密度為每平方千米1,644人。